# Panamerikanska mästerskapen i taekwondo 2024
Panamerikanska mästerskapen i taekwondo 2024 arrangerades mellan den 1 och 3 maj 2024 i Rio de Janeiro i Brasilien. Det var den 23:e upplagan av panamerikanska mästerskapen i taekwondo.
Det genomfördes även tävlingar i poomsae.

## Resultat

### Herrar
| Gren   | Guld                        | Silver                               | Brons                              |
| –54 kg | Nithan Brindamohan Kanada   | Flávio Marques Brasilien             | Angelberto García Mexiko           |
| –54 kg | Nithan Brindamohan Kanada   | Flávio Marques Brasilien             | Giovanni Aubin de Moraes Brasilien |
| –58 kg | Santino Policelli Argentina | Carlos Cortés Mexiko                 | Nicholas Hoeflin Kanada            |
| –58 kg | Santino Policelli Argentina | Carlos Cortés Mexiko                 | Paulo Melo Brasilien               |
| –63 kg | Yohandri Granado Venezuela  | Gabriel Ramos Brasilien              | Fillipe Almeida Brasilien          |
| –63 kg | Yohandri Granado Venezuela  | Gabriel Ramos Brasilien              | Sebastián Navea Chile              |
| –68 kg | João Victor Diniz Brasilien | Bernardo Pié Dominikanska republiken | David Felipe Paz Colombia          |
| –68 kg | João Victor Diniz Brasilien | Bernardo Pié Dominikanska republiken | Khalfani Harris USA                |
| –74 kg | Tae-Ku Park Kanada          | Federico González Uruguay            | Jann Dennis Tavárez Puerto Rico    |
| –74 kg | Tae-Ku Park Kanada          | Federico González Uruguay            | José Rubén Nava Mexiko             |
| –80 kg | Carl Nickolas USA           | Lucas Ostapiv Brasilien              | Miguel Ángel Trejos Colombia       |
| –80 kg | Carl Nickolas USA           | Lucas Ostapiv Brasilien              | Joaquín Churchill Chile            |
| –87 kg | Jordan Stewart Kanada       | Allif Souza Brasilien                | Ícaro Miguel Soares Brasilien      |
| –87 kg | Jordan Stewart Kanada       | Allif Souza Brasilien                | Michael Rodriguez USA              |
| +87 kg | Rafael Alba Kuba            | Jonathan Healy USA                   | Patrik Pereira Brasilien           |
| +87 kg | Rafael Alba Kuba            | Jonathan Healy USA                   | Franco Muñoz Chile                 |

### Damer
| Gren   | Guld                      | Silver                       | Brons                          |
| –46 kg | Brenda Costa Rica Mexiko  | Ashley Choi USA              | Saraí Sánchez Puerto Rico      |
| –46 kg | Brenda Costa Rica Mexiko  | Ashley Choi USA              | Zelzin Viridiana Silva Mexiko  |
| –49 kg | Maya Mata USA             | Laila Khan Kanada            | Nivea Barros Brasilien         |
| –49 kg | Maya Mata USA             | Laila Khan Kanada            | María Sara Grippoli Uruguay    |
| –53 kg | Carolina Vieira Brasilien | Luna Catalina Gallo Colombia | Aurélie Poiré Kanada           |
| –53 kg | Carolina Vieira Brasilien | Luna Catalina Gallo Colombia | Sophia Oceguera USA            |
| –57 kg | Faith Dillon USA          | Fabiola Villegas Mexiko      | Skylar Park Kanada             |
| –57 kg | Faith Dillon USA          | Fabiola Villegas Mexiko      | Isadora de Oliveira Brasilien  |
| –62 kg | Makayla Greenwood USA     | Leonarda Andric Kanada       | Itzel Velázquez Mexiko         |
| –62 kg | Makayla Greenwood USA     | Leonarda Andric Kanada       | Mell Mina Ecuador              |
| –67 kg | Anastasija Zolotic USA    | Claudia Gallardo Chile       | Sandy Macedo Brasilien         |
| –67 kg | Anastasija Zolotic USA    | Claudia Gallardo Chile       | Milena Titoneli Brasilien      |
| –73 kg | Arlettys Acosta Kuba      | Ava Lee Haiti                | Victoria Belén Rivas Argentina |
| –73 kg | Arlettys Acosta Kuba      | Ava Lee Haiti                | Victoria Heredia Mexiko        |
| +73 kg | Gloria Mosquera Colombia  | Naomi Alade USA              | Paloma García Mexiko           |
| +73 kg | Gloria Mosquera Colombia  | Naomi Alade USA              | Rachel Fountain Kanada         |